# Soap&Skin
Soap&Skin és el projecte de música experimental de l'artista austríaca Anja Plaschg (nascuda el 5 d'abril de 1990).

## Biografia
Anja Plaschg va créixer en Poppendorf, un petit poble prop de Gnas al sud-est d'Estíria, on els seus pares tenen una granja. Des dels sis anys que toca el piano. Quan tenia 14 va estudiar violí i es va interesar per la música electrònica. Va assistir a classes de Disseny gràfic al Politècnic de Graz però va abandonar els estudis 2 anys després i es va traslladar a Viena poc temps després. Allà va estudiar art a l'Acadèmia de Belles Arts a la classe magistral de Daniel Richter, però als 18 anys va abandonar els estudis novament.
Després d´haver tocat només un grapat de concerts ja li deien Wunderkind (nena prodigi en alemany). El 2008 va interpretar a la cantant alemanya Nico a l'obra Nico: Sphinx aus Eis (Nico: Esfinx de gel) de Werner Fritsch a Berlín i Viena, cantant-hi diverses cançons com ara Janitor of Lunacy, inclosa al seu primer EP.
El seu primer àlbum, anomenat Lovetune for Vacuum, va ser llançat el març de 2009. Va rebre excel·lents crítiques i es va situar al Top 10 austríac. L'àlbum també va aconseguir posicions a les llistes d´Alemanya, Bèlgica i França. Els periodistes musicals afirmaven veure en ella una nova estrella del pop austríac.
El pare de Plaschg va morir el 2009 d'un atac de cor. Segons va declarar, durant aquesta etapa va patir una seriosa depressió per la qual va haver de ser hospitalitzada. El tema de la mort va influir en gran part el seu segon àlbum Narrow.
El 2010 va guanyar l'European Border Breakers Award pel seu èxit internacional.
Dos de les seves cançons Brother of Sleep i <i>Marche Funèbre</i> es van utilitzar a la banda sonora del thriller War Games: At the End of the Day d'Universal Pictures el 2010. La cançó Wonder del seu àlbum Narrow es va utilitzar als crèdits finals de la pel·lícula All of Us del director belga Willem Wallyn producció del 2019.
El 2011 va gravar la cançó Goodbye amb Apparat i la qual es va utilitzar a l'episodi final de la quarta temporada de Breaking Bad i temps després com a tema principal de Dark, sèrie alemanya de Netflix.
El 2012, va debutar com actriu interpretant el paper de Carmen, un personatge secundari de la pel·lícula austríaca Stillleben (Natura morta en alemany). Els temes Italy i Safe with Me s'utilitzen a la pel·lícula italiana Sicilian Ghost Story escrita i dirigida per Fabio Grassadonia i Antonio Piazza el 2017.
El seu tercer àlbum From Gas to Solid / You are my friend es va publicar el 28 d'octubre de 2018, uns mesos abans, el 7 d'agost es va llançar el vídeo musical de Heal, una de les cançons de l'àlbum.
El 14 de setembre de 2021, Plaschg va anunciar que faria diversos concerts durant el 2022 l'anunci incloïa una llista de tres xous, així com una nota on l'artista afirmava que mentrestant estaria "cabussant 300 anys al costat dels seus avantpassats europeus explorant la superfície àrida dels arbres i les arrels del trauma, el mal, el dolor."
Àlbums

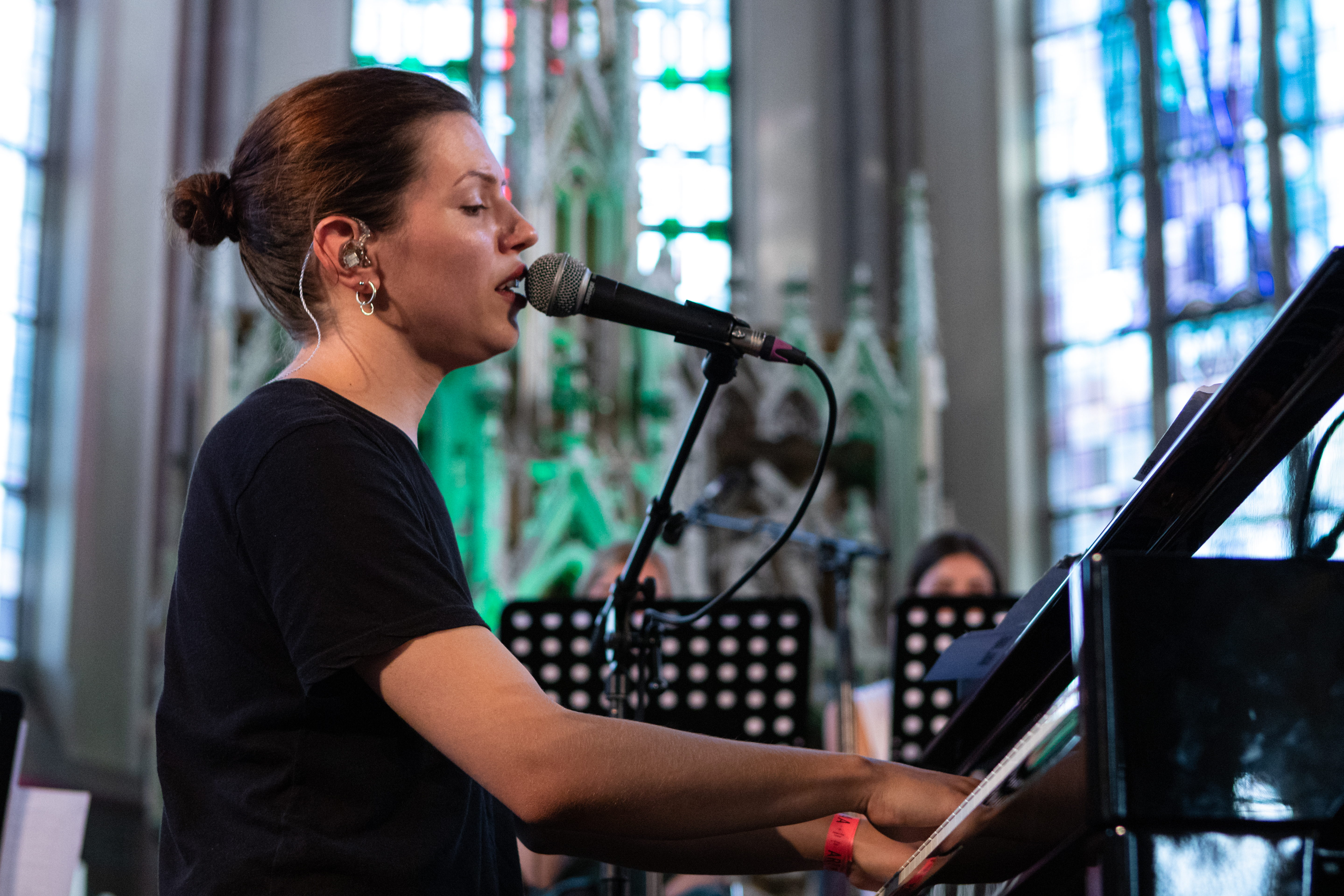
Anja Plaschg a l'Haldern Pop Festival el 2019

- 2009: Lovetune for Vacuum (Couch Records / PIAS Records) - Àustria #5, Alemanya #47
- 2012: Narrow (PIAS Records) - Àustria #1, Alemanya #53
- 2018: From gas to solid / You Are My Friend (PIAS Records) - Àustria #3, Alemanya #68, Suïssa #82

EPs
- 2008: Sense títol (EP de 4 cançons) (Couch Records / PIAS Records)
- 2009: Marche Funèbre (EP de 3 cançons) (Couch Records / PIAS Records)
- 2013: Sugarbread (EP de 3 cançons) (PIAS Records)

Singles
- 2009: Spiracle (vinil 7") (Couch Records / PIAS Records) - Àustria #45
- 2009: Mr. Gaunt PT 1000 (Couch Records / PIAS Records) - Àustria #60
- 2009: Cynthia (Couch Records)
- 2012: Voyage (SOLFO Music)
- 2015: Mawal Jamar (SOLFO Music)
- 2018: Heal (PIAS Records)
- 2018: Italy (PIAS Records)
- 2018: Surrounded (PIAS Records)
- 2019: Safe With Me - Instrumental (PIAS Records)
- 2019: Surrounded (Planningtorock Remix) (PIAS Records)
- 2019: Drag Shift (Denovali Records)
- 2020: What´s up? (PIAS Recordings Alemanya)

## Filmografia
- 2012: Stillleben (Natura morta) com a Carmen[16]
- 2016: Die Geträumten (Els somiats), com a Ingeborg Bachmann